# Raema Lisa Rumbewas
Raema Lisa Rumbewas   (Jakarta, 10 de setembre de 1980 - Jayapura, 14 de gener de 2024) va ser una aixecadora indonèsia, guanyadora de dues medalles olímpiques.

## Carrera esportiva
Va participar, als 19 anys, en els Jocs Olímpics d'Estiu de 2000 realitzats a Sydney (Austràlia), on va aconseguir guanyar la medalla de plata en la prova femenina de pes mosca (-48 kg.). En els Jocs Olímpics d'Estiu de 2004 realitzats a Atenes (Grècia) aconseguí guanyar una nova medalla de plata en la categoria de pes ploma (-53 kg.), i en els Jocs Olímpics d'Estiu de 2008 realitzats a Pequín (República Popular de la Xina) guanyà un diploma olímpic en finalitzar quarta en aquesta mateixa categoria.
Al llarg de la seva carrera també va guanyar una medalla de plata en el Campionat del Món d'halterofília i una medalla de bronze en els Jocs Asiàtics.